# Mala (Creta)
Mala (en griego, Μάλλα) es el nombre de una antigua ciudad griega de Creta.
Uno de los primeros testimonios sobre Mala es un acuerdo entre las ciudades de Mala y Licto fechado en el siglo III a. C. Es mencionada también en la lista de las ciudades cretenses que firmaron una alianza con Eumenes II de Pérgamo en el año 183 a. C. Por otra parte, se conservan monedas de Mala fechadas entre los siglos III-II a. C. donde figura la inscripción «ΜΑΛ».
Se desconoce su localización exacta pero se ha sugerido que debió estar localizada cerca de la población actual de Males, en la ladera oriental del monte Dicte.